# Frank Conroy

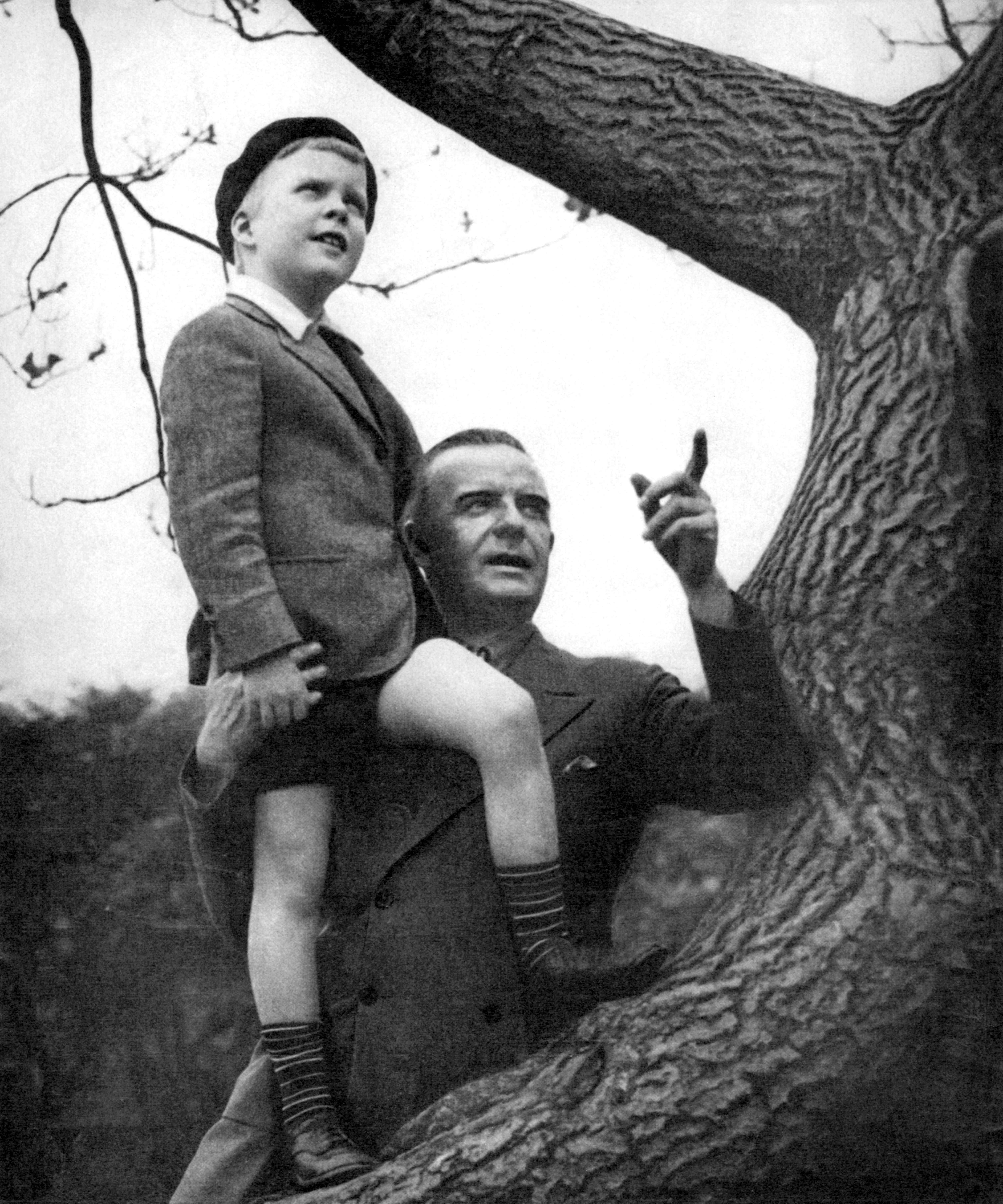
Barnskådespelaren Peter Holden och Frank Conroy 1938.

Frank Conroy, född 14 oktober 1890 i Derby, Derbyshire, England, död 24 februari 1964 i Paramus, New Jersey, USA, var en brittisk-amerikansk skådespelare. Han var verksam som teaterskådespelare och filmskådespelare. I filmer anlitades han ofta för auktoritetsroller. För sin insats i Graham Greenes pjäs The Potting Shed 1957 på Broadway blev han tilldelad en Tony Award.

## Filmografi, urval
- 1930 – Kungliga familjen
- 1931 – Ett nattligt äventyr
- 1931 – Hans älskarinna
- 1932 – Grand Hotel
- 1933 – Kinesiska rummets hemlighet
- 1934 – En Manhattan-melodram
- 1934 – Ett farligt möte
- 1935 – Charlie Chan i Egypten
- 1936 – Meet Nero Wolfe
- 1937 – Mannen hon älskade
- 1937 – Åh, en sån fästman!
- 1942 – Möte vid Ox-oket
- 1947 – That Hagen Girl
- 1948 – Ormgropen
- 1948 – Storstad
- 1959 – De samvetslösa